# Kyriakos Tamvakis
 (octobre 2012).
Kyriakos Tamvakis (grec moderne : Κυριάκος Ταμβάκης, né en 1950, en Grèce) est un physicien théoricien à l’Université d'Ioannina.

## Biographie
Il a étudié à l’Université d’Athènes et obtint son doctorat de l’Université Brown, à Providence, Rhode Island, États-Unis), en 1978. Sa thèse, passée sous la houlette de Gerald Guralnik, était intitulée : Induced Boson Selfcouplings In Four Fermions And Yukawa Theories (Autocouplage induit de bosons dans quatre fermions et théories de Yuykawa). Depuis lors, il a été chargé de différents postes à la division Théorie du CERN à Genève, en Suisse. Il est professeur de physique théorique à l’Université de Ioannina (Grèce) depuis 1982.

## Publications
Le professeur Tamvakis a publié plus de cent articles sur la physique théorique des hautes énergies dans différents journaux, et il a écrit deux ouvrages en grec sur la mécanique quantique et sur l’électrodynamique classique.

### Articles
- P. Panagiotakopoulos et K. Tamvakis, « Stabilized NMSSM without domain walls », Physics Letters B, vol. 446, nos 3–4,‎ 1999, p. 224 (DOI 10.1016/S0370-2693(98)01493-2, Bibcode 1999PhLB..446..224P, arXiv hep-ph/9809475).